# Aliment
Alimentele sunt substanțe sau produse care servesc ca hrană oamenilor, unele sunt consumate ca atare altele necesită o pregătire prealabilă (termică sau amestec cu ingrediente).
Alimentele se pot categorisi ca alimente de bază, dulciuri, băuturi, mirodenii, substanțe care îmbunătățesc gustul, calitățile optice, sau substanțe care servesc la conservarea lor.
O definire a calităților minimale necesare unui aliment sunt stabilite pe plan european în parlamentul UE prin ordinul (VO(EG)178/2002) ca:
- Alimentele sunt substanțe sau produse care au scopul de îndeplini hrănirea omului (Art.2)
- În categoria alimentelor sunt considerate și băuturile, guma de mestecat, ca și alte substanțe ca apa care servesc la pregătirea alimentelor.

Acest ordin nu consideră aliment:
- furajele (destinate hranei animalelor)
- animalele în viață, sau cele care nu sunt sacrificate după metodele uzuale de sacrificare din abator
- plante înainte de recoltare
- medicamente
- produse cosmetice
- tabac sau produse din tutun
- narcotice, stupefiante, substanțe psihotrope
- reziduri, sau produse contaminate

Prof. Dr. med. Werner Kollath a clasificat alimentele după valoarea lor nutritivă: tabela Kollath. 